# Aricidea ramosa
Aricidea ramosa är en ringmaskart som beskrevs av Annenkova 1934. Aricidea ramosa ingår i släktet Aricidea och familjen Paraonidae. Inga underarter finns listade i Catalogue of Life.